# 조던 윌리엄스
마이클 조던 윌리엄스(Michael Jordan Williams, 1995년 11월 6일, 웨일스, 귀네드, 뱅거 ~ )는 웨일스의 축구 선수로, 현재 로치데일에서 뛰고 있다.